# Yushan (köpinghuvudort i Kina, Henan Sheng, lat 33,20, long 113,82)
Yushan är en köpinghuvudort i Kina. Den ligger i provinsen Henan, i den centrala delen av landet, omkring 170 kilometer söder om provinshuvudstaden Zhengzhou. Antalet invånare är 24 329. Befolkningen består av 12 246 kvinnor och 12 083 män. Barn under 15 år utgör 19,0 %, vuxna 15-64 år 68 %, och äldre över 65 år 12,0 %.
Runt Yushan är det tätbefolkat, med 411 invånare per kvadratkilometer. Närmaste större samhälle är Hexing, 15,4 km öster om Yushan. Trakten runt Yushan består till största delen av jordbruksmark.
Genomsnittlig årsnederbörd är 968 millimeter. Den regnigaste månaden är juli, med i genomsnitt 178 mm nederbörd, och den torraste är januari, med 9 mm nederbörd.